# Poa tacanae
Poa tacanae là một loài cỏ trong họ hòa thảo, thuộc chi poa.